# Robert Brendel
Pour les articles homonymes, voir Brendel.
Robert Brendel (né en 1821 à Reichenbach et mort le 22 janvier 1898 à Berlin) est un entrepreneur et illustrateur botanique allemand connu pour avoir produit de nombreux modèles botaniques tridimensionnels pour l'enseignement. Son fils Reinhold Brendel (né à Breslau en 1861 et mort à Liegnitz en 1927) poursuit son activité au sein de la R. Brendel Verlaganstalt für Lehrmittel à Grunewald en Allemagne, puis à Neumarkt en Silésie jusqu'à sa mort. À l'initiative de Reinhold Brendel Jr. la société Phywe (de) installée à Göttingen reprend une partie de la production de la fabrique qui avait cessé ses activités et continue à fabriquer des modèles, vendus sous la dénomination « modèles Brendel », au moins jusqu'au début des années 1960.

## Biographie
Très peu d'informations subsistent à propos de Robert Brendel, comme de son fils Reinhold.
Robert Brendel est né à Reichenbach en Silésie (Prusse) en 1821, dans une famille vraisemblablement d'origine juive,. À la demande de Ferdinand Cohn, professeur de botanique et directeur de l'institut de botanique de l'université de Breslau, pour répondre à la demande des écoles qui cherchent à se procurer des modèles botaniques à bon marché, il se lance dans la production de modèles en papier mâché pour l'enseignement et installe son atelier au no 15 de la Riemerzeile à Breslau en 1866. En 1875, Robert Brendel déménage son entreprise à Berlin, au Kurfürstendamm.
Son fils Reinhold (né à Breslau en 1861), qui travaille avec lui et semble même être à la tête de la société depuis plusieurs années, arrive à Berlin en 1896 puis, à la mort de son père deux ans plus tard, il installe l'entreprise R. Brendel Verlaganstalt für Lehrmittel à Grunewald,. L'entreprise est transférée à Neumarkt en Silésie vers 1922 où Reinhold Brendel poursuit son activité jusqu'à sa mort en 1927 à Liegnitz,.
Reinhold Brendel Jr., petit-fils du fondateur de la fabrique Brendel qui cessé ses activités avant la Seconde Guerre mondiale, noue des contacts avec la société Phywe (de) installée à Göttingen ; cette dernière reprend une partie de la production et continue à fabriquer des modèles, vendus sous la dénomination « modèles Brendel », au moins jusqu'au début des années 1960.
Robert Brendel et son fils Reinhold collaborent avec des pharmaciens et des professeurs de botanique de Breslau et de Berlin, comme Carl Leopold Lohmeyer, Eduard Eidam (de), Leopold Kny (de), Carl Alfred Müller, Otto Müller (de) et Richard Kolkwitz (de), avec Alexander Tschirch (de), professeur à Berne, et avec les mycologues Emerich Ratháy de Klosterneuburg en Autriche, et Gustav Höstermann de Dahlem, ou encore l'histologiste Jurányi Lajos (hu) de Nyíregyháza en Hongrie, ainsi qu'avec le dessinateur et peintre Philipp Gönner,.

## Œuvres
La fabrique Brendel produit principalement des modèles botaniques en papier mâché, mais aussi des modèles d'anatomie humaine en plâtre, ainsi que des modèles zoologiques, minéralogiques et même de physique, et des planches didactiques botaniques représentant la fécondation des fleurs par les insectes,.

Quelques modèles Brendel
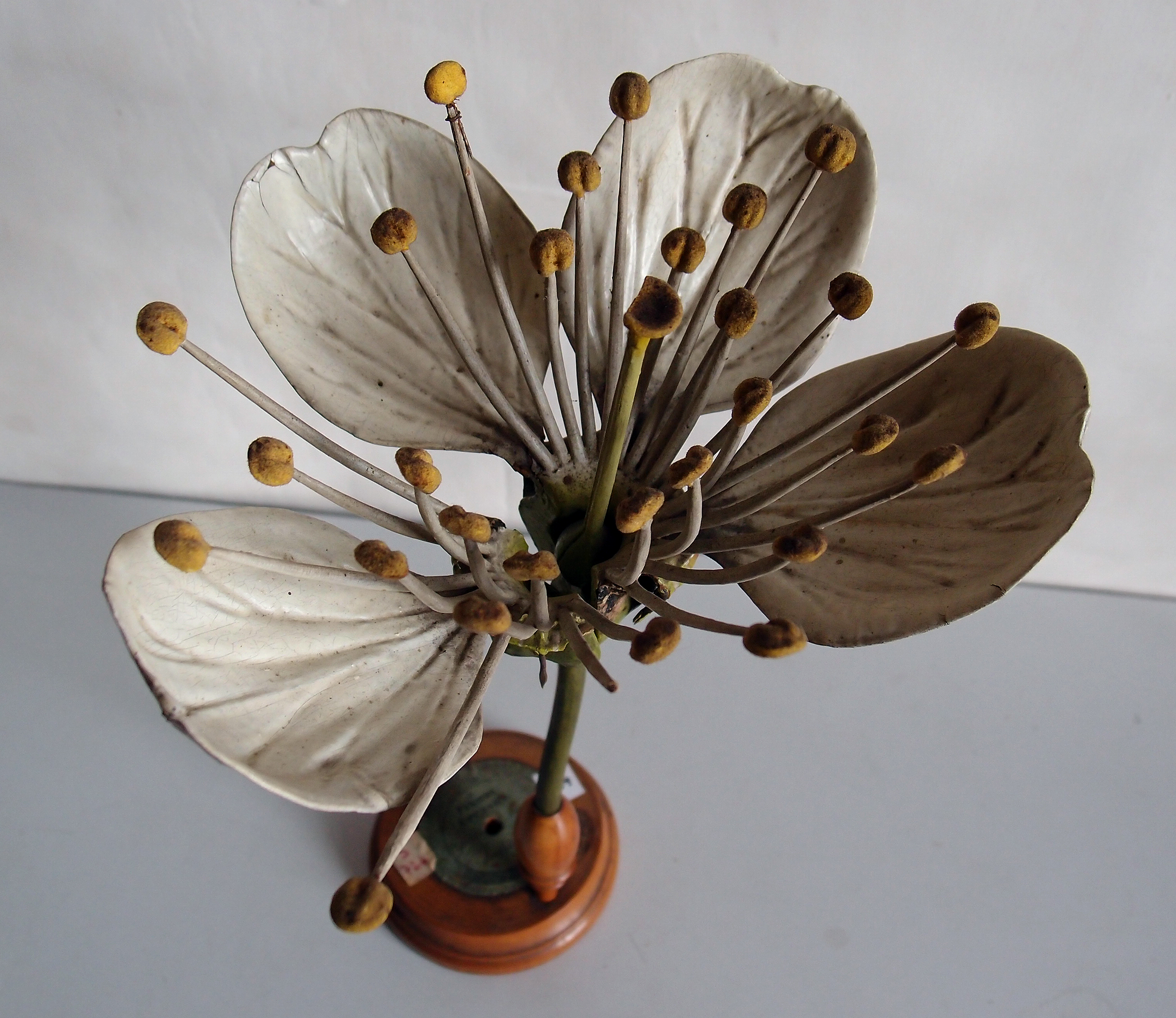
Fleur de Prunus cerasus.
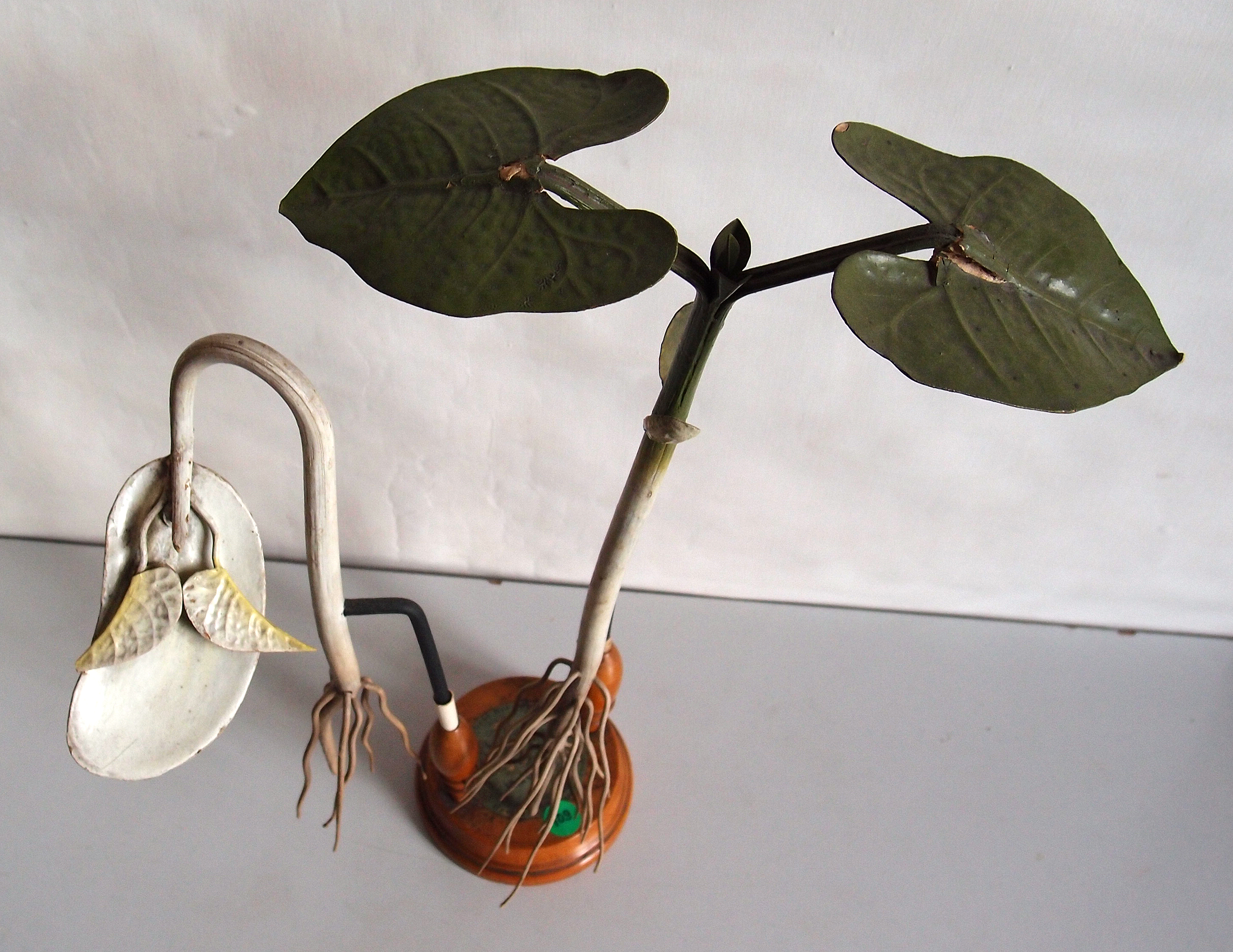
Germination et plantule de dicotylédone.
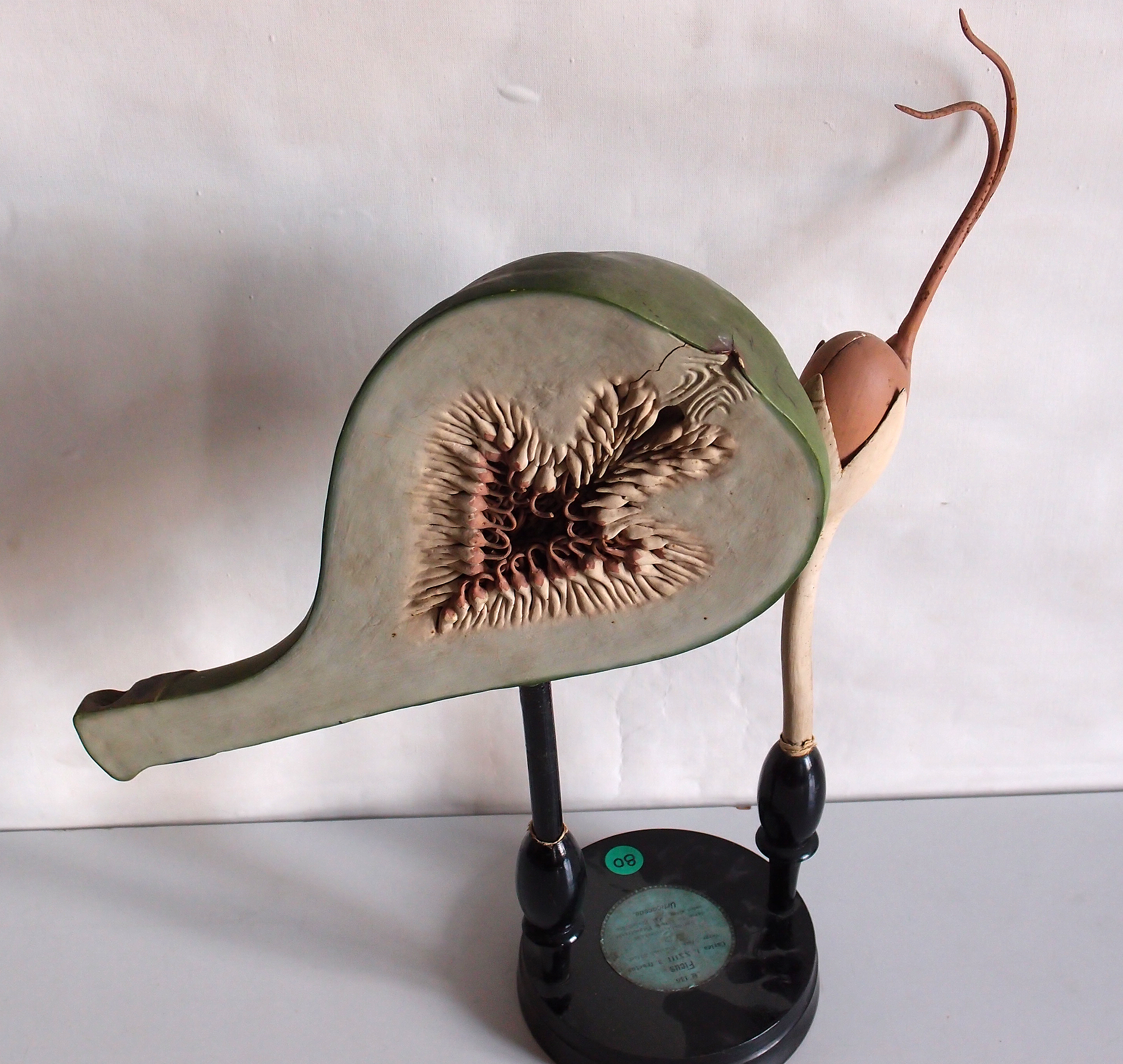
Coupe longitudinale d'une figue (Ficus carica).
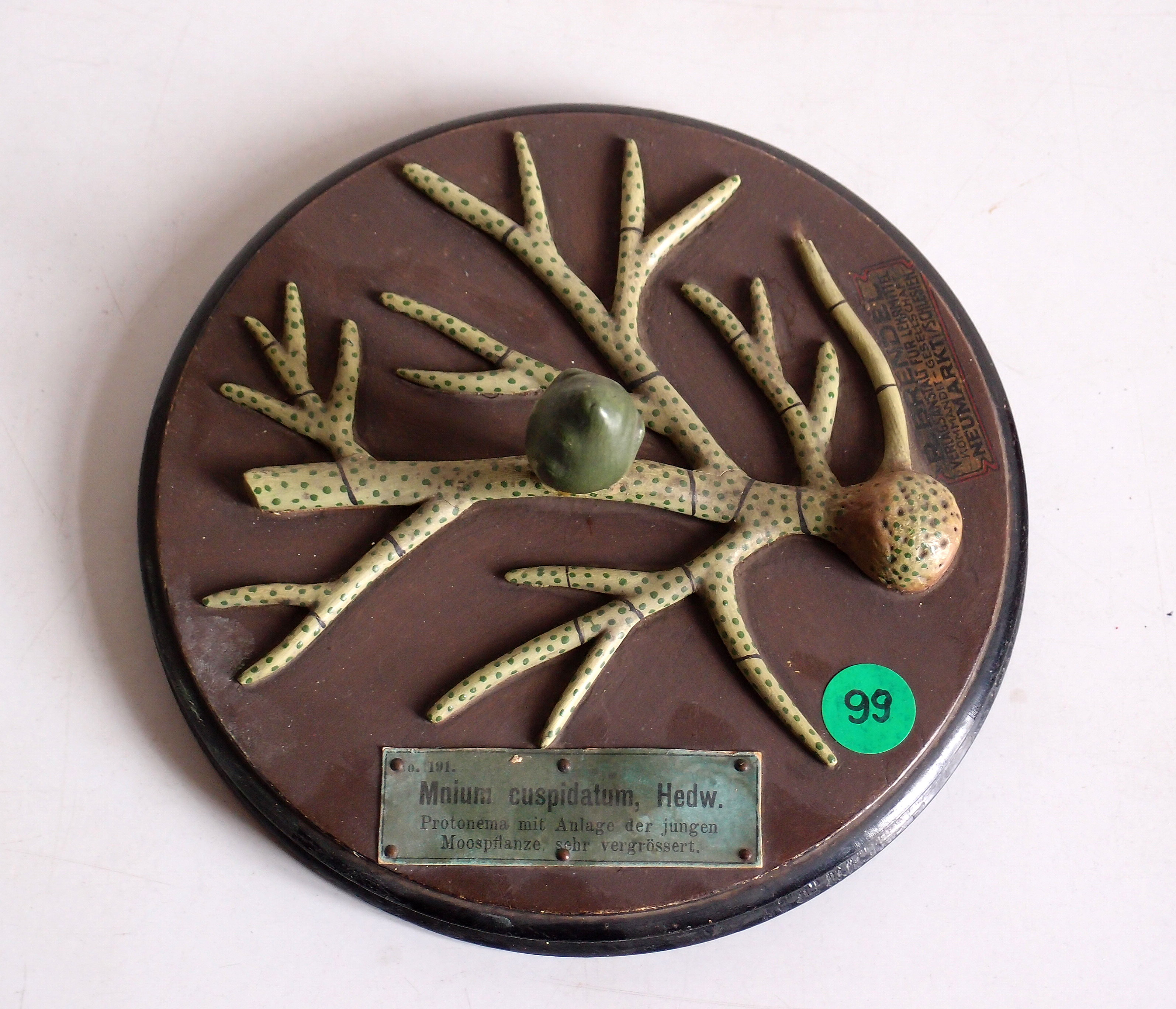
Protonema et jeune gamétophyte de Mnium cuspidatum (en).